# Palaeobuthus distinctus
Palaeobuthus, Palaeobuthidae
Famille
Genre
Synonymes
- Mazoniscorpio Wills, 1960

Espèce
Synonymes
- Mazoniscorpio mazonensis Wills, 1960

Palaeobuthus distinctus, unique représentant du genre Palaeobuthus et de la famille des Palaeobuthidae, est une espèce fossile de scorpions.

## Répartition
Cette espèce a été découverte à Mazon Creek en Illinois aux États-Unis. Elle date du Carbonifère.

## Description
L'holotype mesure 55 mm.

## Publications originales
- (en) Petrunkevitch, « A monograph of the terrestrial Palaeozoic Arachnida of North America », Transactions of the Connecticut Academy of Arts and Sciences, 1913, vol. 18, p. 1-137 [[lire en ligne].
- (en) Kjellesvig-Waering, « A restudy of the fossil Scorpionida of the World », Palaeontographica Americana, 1986, vol. 55, p. 5-287.